# Свободненское сельское поселение (Челябинская область)
Свобо́дненское се́льское поселе́ние — муниципальное образование в Октябрьском районе Челябинской области Российской Федерации. В рамках административно-территориального устройства муниципальное образование  соответствует административно-территориальной единице Свободненский сельсовет.
Административный центр — посёлок Свободный.

## История
Статус и границы сельского поселения установлены Законом Челябинской области от 15 сентября 2004 года № 269-ЗО «О статусе и границах Октябрьского муниципального района и сельских поселений в его составе»

## Население
| 2002 | 2010 | 2011 | 2012 | 2013 | 2014 | 2015 |
| ---- | ---- | ---- | ---- | ---- | ---- | ---- |
| 939  | ↘666 | ↘664 | ↘652 | →652 | ↘622 | ↘610 |
| 2016 | 2017 | 2018 | 2019 | 2020 | 2021 |      |
| ↘596 | ↘593 | ↘574 | ↘556 | ↘531 | ↘522 |      |

## Состав сельского поселения
| № | Населённый пункт | Тип населённого пункта          | Население |
| - | ---------------- | ------------------------------- | --------- |
| 1 | Аминево          | деревня                         | ↘80       |
| 2 | Нововарламово    | деревня                         | ↘253      |
| 3 | Петроград        | деревня                         | ↘10       |
| 4 | Свободный        | посёлок, административный центр | ↘323      |